# 富特羅諾
40°8′S 72°24′W / 40.133°S 72.400°W

富特羅諾（西班牙語：Futrono），是智利的城鎮，位於該國中南部河大區的蘭科省，始建於1941年6月12日，面積2,120.6平方公里，海拔高度67米，2012年人口13,736人，人口密度每平方公里6.5人。